# 韋漢娜
韋漢娜（英語：Hannah Jane Arnett Wilson，簡稱，1989年3月10日—），已退役香港游泳女選手，為亞洲游泳錦標賽、世界大學生運動會雙金得主，2007年澳門亞室運橫掃六金，  曾代表香港參加2004年、2008年及2012年三屆奧運會，也出戰過三屆世界游泳錦標賽和兩屆世界短池游泳錦標賽。2010年，獲香港特區政府授予行政長官社區服務獎狀。韋漢娜在退役後，修讀新特蘭大學的教育證書課程，2015年起，她在英皇佐治五世學校擔任體育教師。

## 早年生涯
韋漢娜在香港出生、長大，是英國籍的香港居民。韋漢娜中學就讀於英基學校協會期下的港島中學。雖然在香港長大，但由於自小就讀國際學校，所以不會說中文。畢業於美國柏克萊大學人類學，同時在那裏接受游泳訓練。

### 國籍問題
2009年之前，韋漢娜屬英籍、擁英國護照，沒有香港特區護照。2004年，國際奧委會修改規訂後，令韋漢娜不能代表香港參賽。該修訂針對從中國大陸移民香港並代表香港參賽的漏洞。然而韋漢娜在香港出生、成長，不屬訂立該規例的原意。幾經爭取，韋漢娜才能代表香港出賽2004年夏季奧林匹克運動會。到了2008年夏季奧林匹克運動會，同樣理由令韋漢娜差點無法代表香港出賽。最後，奧委會認為韋漢娜曾代表香港出賽2004年的奧運會，因而容許她參加。
於2009年，認為自己是一名地道香港人的韋漢娜決定放棄英國籍，並改領香港特區護照，除了解決奧運國籍問題外，更解開她多年的心結。

## 運動員生涯

### 2004年夏季奧林匹克運動會
韋漢娜以15歲之齡首次出戰雅典奧運，在100米自由泳以57秒33打破自己保持的香港紀錄，為泳隊七位選手中唯一成功在比賽打破港績的健兒。

### 2006年亞洲游泳錦標賽
2006年3月，韋漢娜在第七屆亞洲游泳錦標賽100米自由泳以56秒73勇奪金牌，為港隊自1984年亞錦賽後相隔二十一年再有金牌進賬。韋漢娜其後在五十米自由泳游出破港績的26秒14，贏得第二個冠軍。她在50米蝶泳和100米蝶泳亦刷新香港紀錄，更率領港隊在4x100米四式接力以4分25秒13獲得銅牌。

### 2008年夏季奧林匹克運動會
韋漢娜參加了2008年夏季奧林匹克運動會的女子100米蝶泳與女子100米自由泳。2008年8月9日，韋漢娜在女子100米蝶泳做出59.35秒成績，破香港紀錄，卻未能晉身複賽。

### 2009年世界大學生運動會

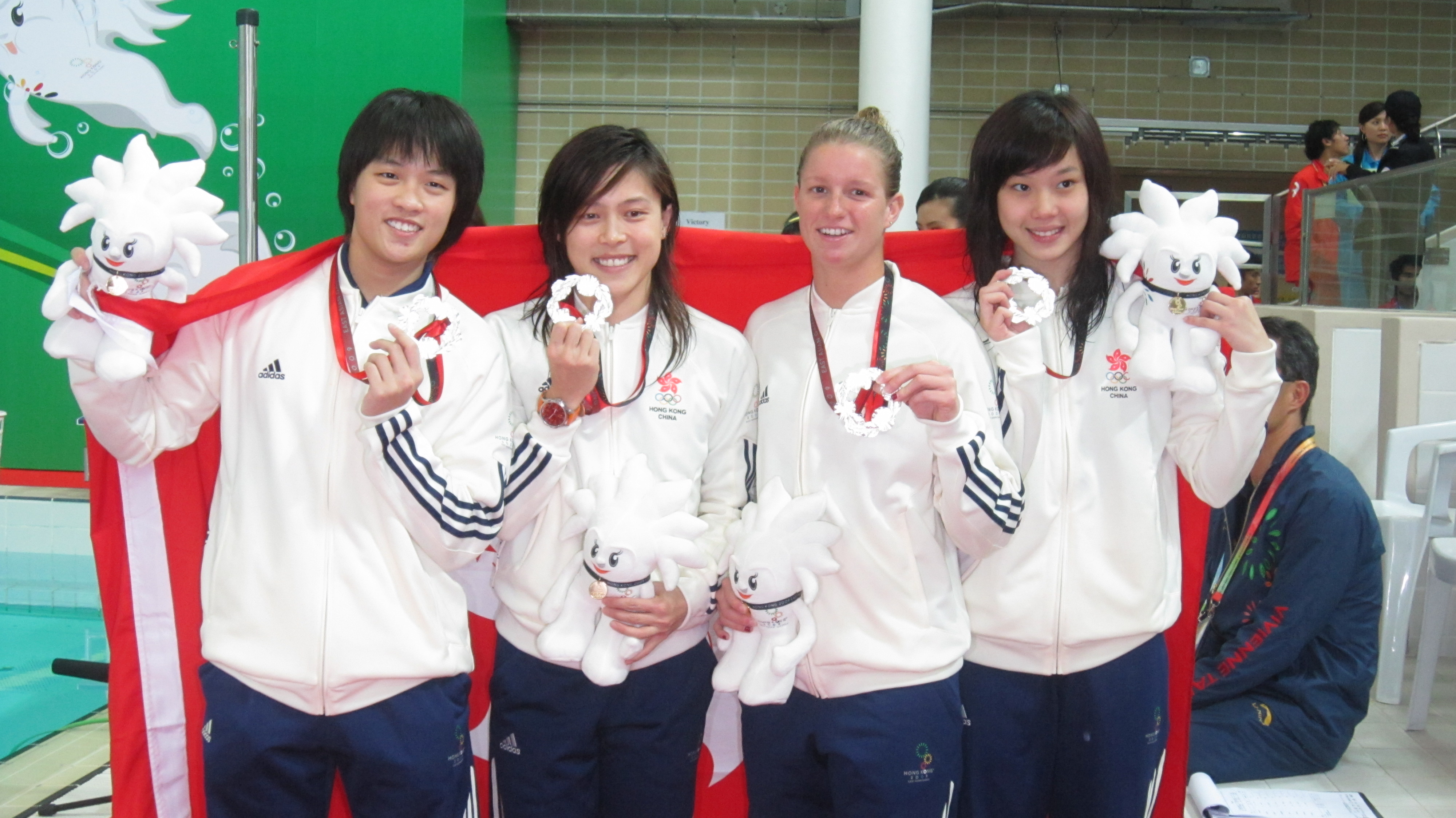
韋漢娜（右二）與歐鎧淳（右一）等隊友合作赢得東亞運動會女子4×100米自由泳銀牌。

韋漢娜參加在貝爾格萊德舉行的2009年夏季世界大學生運動會的100米自由泳比賽，贏得冠軍。這更是歷來香港在世界大學生運動會的第一枚金牌。韋漢娜在100米自由泳中，以54.35秒，奪得冠軍，並以0.01秒打破大會紀錄。
韋漢娜在女子100米蝶泳再破大會紀錄，奪得個人第二面金牌。她在100米蝶泳準決賽刷新大會紀錄（58秒52），以首名晉身周四晚決賽；決賽她以58秒24奪得冠軍，打破前一天在準決賽自己創造的58秒52的大會紀錄，再添一面金牌。連同她早前贏得的100米自由泳金牌，她在今屆比賽已經為港隊奪得兩金。

### 2010年亞洲運動會
2010年11月，韋漢娜代表香港參加2010年亞洲運動會，出戰50米自由泳、50米蝶泳、100米自由泳、100米蝶泳、4x100米混合泳接力、4x100米自由泳接力及4x200米自由泳接力七項比賽；奪得4x100米混合泳接力及4x100米自由泳接力兩面銅牌。

### 2012年夏季奧林匹克運動會
2012年3月7日，韋漢娜在倫敦舉行的英國煤氣游泳錦標賽女子100米自由泳「海外組」決賽中，以54秒89取得季軍。 7月28日，韋漢娜在倫敦奧運100米蝶泳初賽游出59秒59，總排名30。8月1日，她在100米自由泳即游出55秒33排第21，兩項皆未能打破由她保持的香港紀錄。 2013年1月，在香港游泳教練會周年聚餐暨頒獎禮中，韋漢娜宣佈正式退出港隊，結束十三年的泳賽生涯。

## 游泳紀錄
韋漢娜共57次打破香港游泳紀錄，包括22次刷新接力港績，現保持2項香港紀錄（曾保持15項）；另曾保持5項青年紀錄、7項15-17歲分齡紀錄、5項13-14歲分齡紀錄、2項11-12歲分齡紀錄。：
|                            |          | 項目                                                         | 時間     | 比賽日期       |
| 香港紀錄                   | 香港紀錄 | 香港紀錄                                                     | 香港紀錄 | 香港紀錄       |
| -------------------------- | -------- | ------------------------------------------------------------ | -------- | -------------- |
| 1                          | 長池     | 50米蝶泳                                                     | 26.66    | 2009年7月5日   |
| 2                          | 長池     | 100米蝶泳                                                    | 58.24    | 2009年7月9日   |
| 曾保持香港紀錄             |          |                                                              |          |                |
| 1                          | 長池     | 50米自由泳                                                   | 25.62    | 2009年7月10日  |
| 2                          | 長池     | 100米自由泳                                                  | 54.35    | 2009年7月7日   |
| 3                          | 長池     | 200米自由泳                                                  | 2:03.24  | 2006年8月3日   |
| 4                          | 長池     | 200米個人混合泳                                              | 2:19.99  | 2008年5月18日  |
| 5                          | 長池     | 4×100米自由泳接力 （香港隊－韋漢娜、蔡曉慧、歐鎧淳、施幸余） | 3:40.80  | 2009年12月9日  |
| 6                          | 長池     | 4×200米自由泳接力 （香港隊－施幸余、韋漢娜、江忞懿、歐鎧淳） | 8:04.86  | 2009年12月7日  |
| 7                          | 長池     | 4×100米四式接力 （香港隊－蔡曉慧、江忞懿、施幸余、韋漢娜）   | 4:03.07  | 2009年12月10日 |
| 8                          | 短池     | 100米自由泳                                                  | 55.17    | 2007年11月2日  |
| 9                          | 短池     | 100米蝶泳                                                    | 1:00.06  | 2007年10月31日 |
| 10                         | 短池     | 200米個人混合泳                                              | 2:16.86  | 2006年3月19日  |
| 11                         | 短池     | 4×100米四式接力 （香港隊－蔡曉慧、孫嘉兒、韋漢娜、歐鎧淳）   | 4:07.84  | 2007年11月2日  |
| 12                         | 短池     | 4×100米自由泳接力 （香港隊－蔡曉慧、施幸余、韋漢娜、歐鎧淳） | 3:43.17  | 2007年10月31日 |
| 13                         | 短池     | 4×200米自由泳接力 （香港隊－韋漢娜、施幸余、陳宇寧、蔡曉慧） | 8:17.32  | 2006年4月5日   |
| 曾保持青年紀錄（16歲以下） |          |                                                              |          |                |
| 1                          | 長池     | 100米自由泳                                                  | 56.63    | 2005年1月21日  |
| 2                          | 長池     | 100米蝶泳                                                    | 1:01.71  | 2005年1月22日  |
| 3                          | 長池     | 4×100米自由泳接力 （香港隊－施幸余、吳加敏、韋漢娜、馮詠欣） | 4:02.04  | 2002年8月25日  |
| 4                          | 短池     | 100米自由泳                                                  | 56.41    | 2004年3月20日  |
| 5                          | 短池     | 50米背泳                                                     | 29.45    | 2004年10月10日 |
| 曾保持分齡紀錄（15-17歲）  |          |                                                              |          |                |
| 1                          | 長池     | 50米自由泳                                                   | 26.14    | 2006年3月10日  |
| 2                          | 長池     | 100米自由泳                                                  | 56.51    | 2006年8月1日   |
| 3                          | 長池     | 200米自由泳                                                  | 2:03.24  | 2006年8月3日   |
| 4                          | 長池     | 50米蝶泳                                                     | 27.66    | 2006年3月6日   |
| 5                          | 長池     | 100米蝶泳                                                    | 1:00.89  | 2006年3月8日   |
| 6                          | 短池     | 100米自由泳                                                  | 55.28    | 2006年4月6日   |
| 7                          | 短池     | 200米個人混合泳                                              | 2:16.86  | 2006年3月19日  |
| 曾保持分齡紀錄（13-14歲）  |          |                                                              |          |                |
| 1                          | 長池     | 50米自由泳                                                   | 26.90    | 2003年8月1日   |
| 2                          | 長池     | 100米自由泳                                                  | 57.79    | 2003年8月1日   |
| 3                          | 長池     | 50米背泳                                                     | 30.55    | 2004年1月7日   |
| 4                          | 短池     | 50米自由泳                                                   | 26.52    | 2003年11月29日 |
| 5                          | 短池     | 50米背泳                                                     | 29.80    | 2003年11月30日 |
| 曾保持分齡紀錄（11-12歲）  |          |                                                              |          |                |
| 1                          | 長池     | 50米蝶泳                                                     | 29.88    | 2001年10月19日 |
| 2                          | 短池     | 50米蝶泳                                                     | 30.03    | 2002年2月24日  |

## 榮譽
- 香港特區政府嘉獎

行政長官社區服務獎狀（2010年）
- 香港傑出運動員選舉

「香港最具潛質運動員」（2004年）
「香港傑出運動員」（2009年）